# 日露間樺太島仮規則
日露間樺太島仮規則（にちろかんからふととうかりきそく）とは、1867年（慶応3年）に、日本の江戸幕府とロシア帝国の間で仮調印された仮条約。仮樺太規約（かりからふときやく）、樺太雑居条約（からふとざっきょじょうやく）ともいう。日露間サハリン島仮規則、サハリン雑居条約。
樺太における日露国境画定のためにロシアに派遣された箱館奉行小出秀実と目付石川利政はロシア外務省アジア局長ピョートル・ストレモウホフとの間で交渉を行った。
3月30日（旧暦2月25日）にサンクトペテルブルクにおいて仮調印されたが、日本は条約の一部条項の承認を拒絶し、その旨ロシア領事に通告した。結局、樺太における国境を画定することはできず、樺太はこれまで通り両国の所領とされた。

## 経緯
日露和親条約では、千島列島における日露間の国境は画定されたが、樺太島については、日本国とロシア国との間には国境を設けず、これまでどおり両国民の混住の地とすると決められた。幕府は箱館奉行の属僚をアニワ湾に派遣して積極的な樺太開拓策をとった。しかし、日本人移民はこれに伴わず、多くは季節出稼ぎ人の域を出なかった。一方、ロシアは、樺太に流刑人を送り、軍隊を置くなどして、着実に実効支配の実績を上げていた。1862年、勘定奉行竹内保徳はロシアに赴いて、樺太国境画定交渉を行った。この中で、日本側は北緯50度を日露の国境とすることを主張したものの、ロシア側は北緯48度にロシアの陣営があることを理由に日本の提案を拒否し、合意に至らなかった。
箱館奉行小出秀実は樺太での国境画定が急務と考え、北緯48度を国境とすることを建言した。1866年4月、久春内詰所の日本人役人が巡視の途中、ロシア兵に逮捕されるという事件が発生した。事件は早期に無事解決したが、小出は、さらに、国境画定が急務と考え、得撫島から温禰古丹島までの千島列島と交換に樺太をロシア領とすることも建言した。幕府は小出の建言等により、ほぼ北緯48度にある久春内（現：イリンスキー）で国境を確定することとし、小出秀実を慶応2年（1866年）8月26日に外国奉行に任じて正使とし、石川利政を副使とした交渉使節団をペテルブルクに派遣した。箱館奉行には小出の相役の杉浦誠が残った。
1867年2月6日（旧暦1月2日）より、小出秀実・石川利政らはロシア外務省アジア局長ストレモウホフと、樺太国境画定のための会談を行った。日本側は北緯50度を国境とすることを主張、それができないならば久春内を国境とすることを主張するものの、ロシア側は樺太全島をロシア領とすることを主張、これで不都合ならば、得撫島と周辺の3島を日本に割譲する代わりに樺太の領有権を認めるように主張した。小出・石川は、ストレモウホフに対し、ロシアの主張を変更するようにロシア皇帝アレクサンドル2世に再奏するよう申し入れた。ストレモウホフは日本の要求にしたがって、ロシア皇帝に再奏し大臣にも報告したが、結局ロシアの主張は変わらなかった。逆に、ストレモウホフは、帰国の上、日本政府内部でロシアの案を検討するように求め、会談は行き詰まった。小出・石川は尚も会談し、更に2度、ロシア皇帝に再奏を求めるも、ロシアの回答は変わらなかった。このような状況では埒が明かないので、小出は、国境は定めないものの、久春内を堺に、互いに移住しないことを約す日本案を提出した。旧暦1月24日、双方で日本案を検討したが、日本案では久春内を堺に国境を設けるのと実質的に同じであるとの理由で、ロシアは同意しなかった。旧暦2月7日ロシアは対案を提出した。この案は、日本が了解するならば得撫島と周辺の3島を日本に割譲する代わりに樺太をロシア領とし、さもなければ、これまで通り樺太は日露両国の所領とすると定めていた。日本の国境案は既にロシア政府内部で検討したが、ロシアの国境案は日本政府内部で検討していない状況にあった日本側は、ロシア案を元に日本の要望を入れた上で条文を作成・仮調印して、帰国後、日本政府内部で検討することとした。仮調印は3月30日（旧暦2月25日）に行われた。
小出は旧暦5月帰国し、ロシアでの交渉の顛末を報告したところ、幕府は日露間樺太島仮規則にある樺太・得撫島の交換の拒絶を決定した。6月、その旨ロシア領事に通告、さらに、7月2日には各国公使にも同様の報告をした。樺太国境画定はまたも不調に終り、樺太は是迄通り、日露混住の地とされた。
1869年2月（明治2年）、小出は交渉の報告の中で、当時境界を未解決のまま残した理由として、ロシアの提案した樺太交換を排除したこと、50度線を主張する科学的根拠が無かったこと、樺太全島が日本領であるとする証拠が無かったことをあげている。

## 条約の主な内容

### 幕府が拒否した主な内容
- 樺太全島をロシア領とし、得撫島、知理保以島、知理保以南島、武魯頓島を日本領とする。

### 幕府が受諾した主な内容
- 樺太島はこれまで通り両国の所領とし、以下の雑居規則を定める。
- 樺太島に於いて両国人は睦しく誠意に交際する。
- 樺太島では、ロシア人、日本人共に往来勝手とし、建物や庭園・産業に使っているところ以外の土地は、移住・建築等、勝手に行える。
- 島中の土人は全く本人の自由とする。本人の承諾あるときは、日本人・ロシア人共に雇うことができる。